# Johann Maria Farina

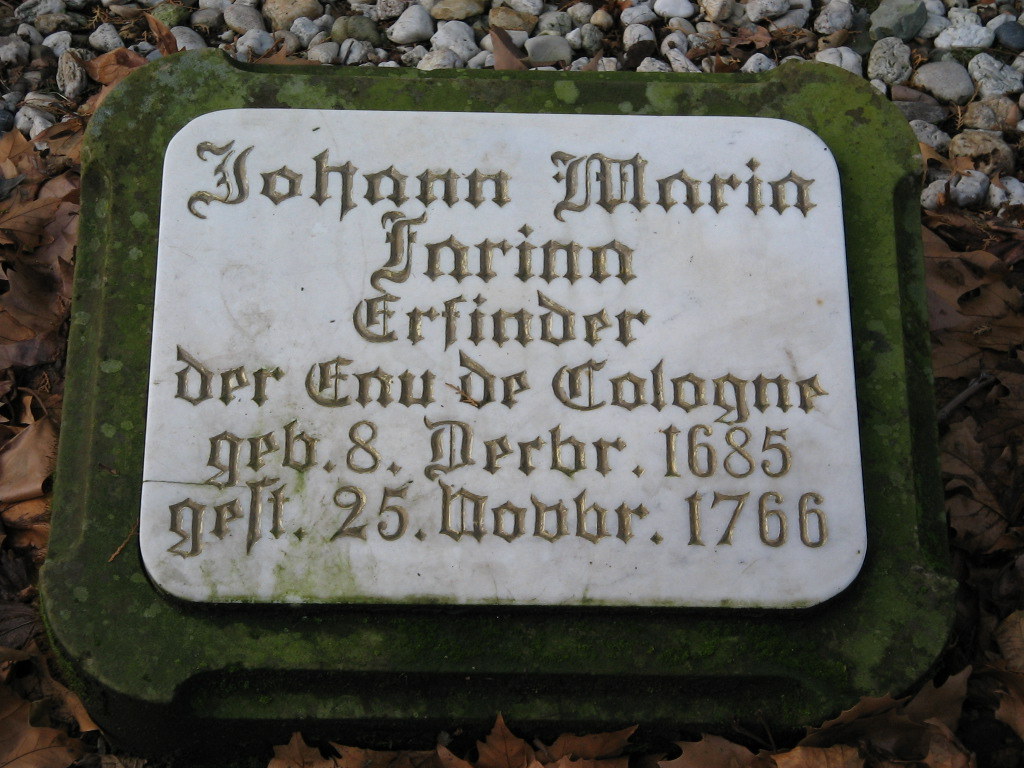
Farina sírja a kölni Melaten-temetőben

Johann Maria Farina, (eredetileg: Giovanni Maria Farina) (Santa Maria Maggiore, 1685. december 8.  – Köln, 1766. november 25.) a kölnivíz feltalálója.
Farina 1709-ben alapította illatszer-üzemét, „Farina gegenüber” néven, amely arra, utalt, hogy Jülichplatz-cal szemben volt. 1714-ben illatszerét „Eau de Cologne”-nak (franciául: kölni víz) nevezte el, amely világhírűvé vált, az „Eau de Cologne” pedig a kölni víz fajtanevévé. 1837-ben a Farina cég az angliai Viktória brit királynőnek lett udvari szállítója, emellett még legalább 50 udvarnak volt a szállítója. Ma a cég nyolcadik generációja működik, ugyanott.

## Emlékezete
- Sírja a Melaten-temetőben van, Kölnben.
- Kölnben 1995-ben szobrot állítottak a tanácsháza tornyánál Johann Maria Farina tiszteletére.
- 1960-ban, Johann Maria Farina 275. születésnapján szülővárosában, a piemonti Santa Maria Maggioré-ban (Észak-Olaszország) kongresszust tartottak.